# 美能达Vectis

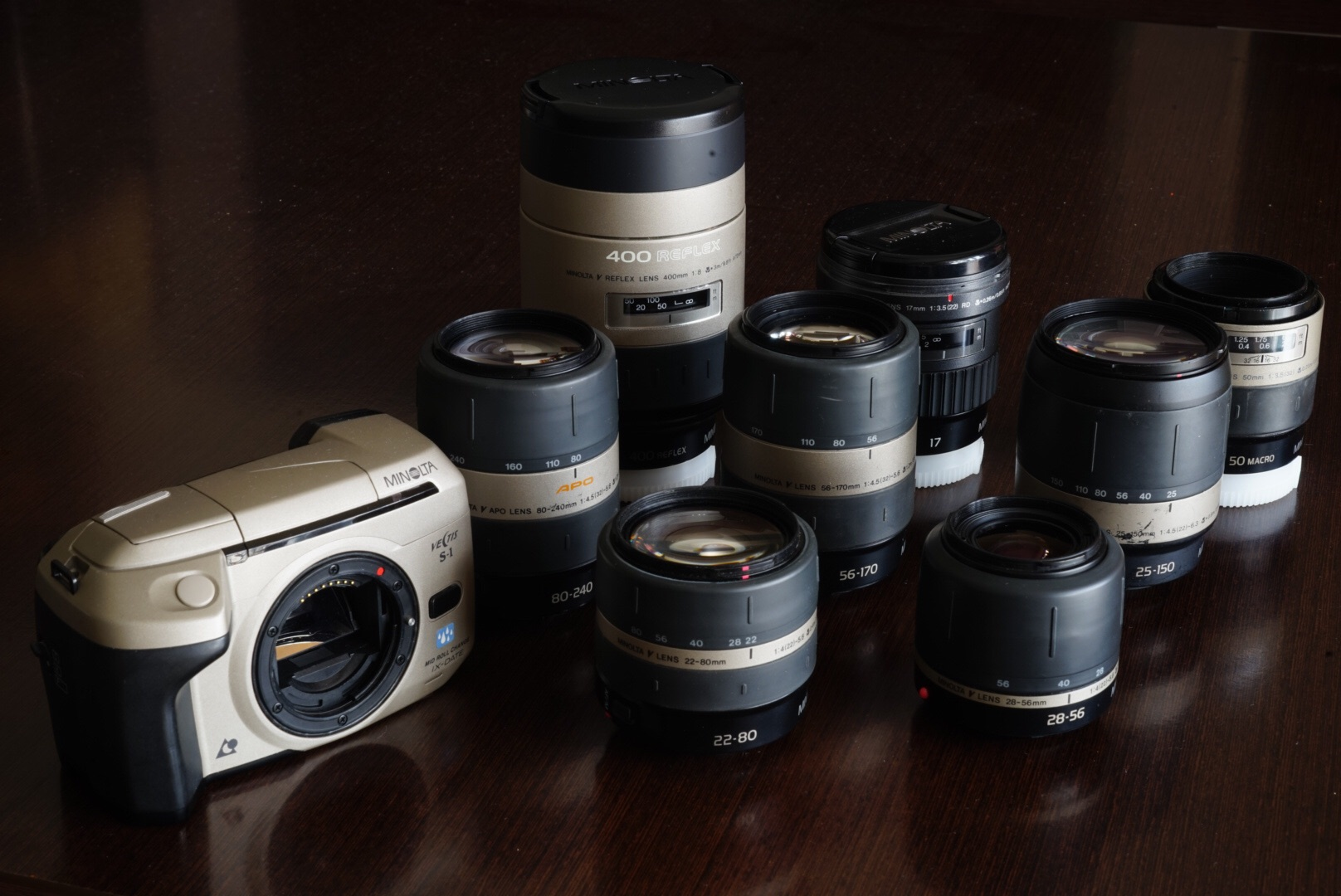
美能达 Vectis S-1，以及V卡口的镜头群

美能达 Vectis（Minolta Vectis）是摄影器材厂商美能达公司推出的照相机系列产品，采用APS（先进摄影系统）底片格式。
Vectis系列具有紧凑型不可换镜头相机与可换镜头单反相机，后者镜头卡口与美能达的Minolta AF系统并不相容，通俗称之其为V卡口，法兰距为38mm。

## 概述
1996年，柯达、富士、佳能、美能达、尼康五大摄影器材厂商联合推出了APS摄影系统规范。该系统使用24mm胶片，底片格式16.7mm x 30.2mm，不需要手工上卷，暗盒可以标识状态。五大厂商也各自推出了自己的APS机型，美能达公司的APS相机产品全部划归到Vectis子品牌下。

## 不可换镜头机身（PS机型）

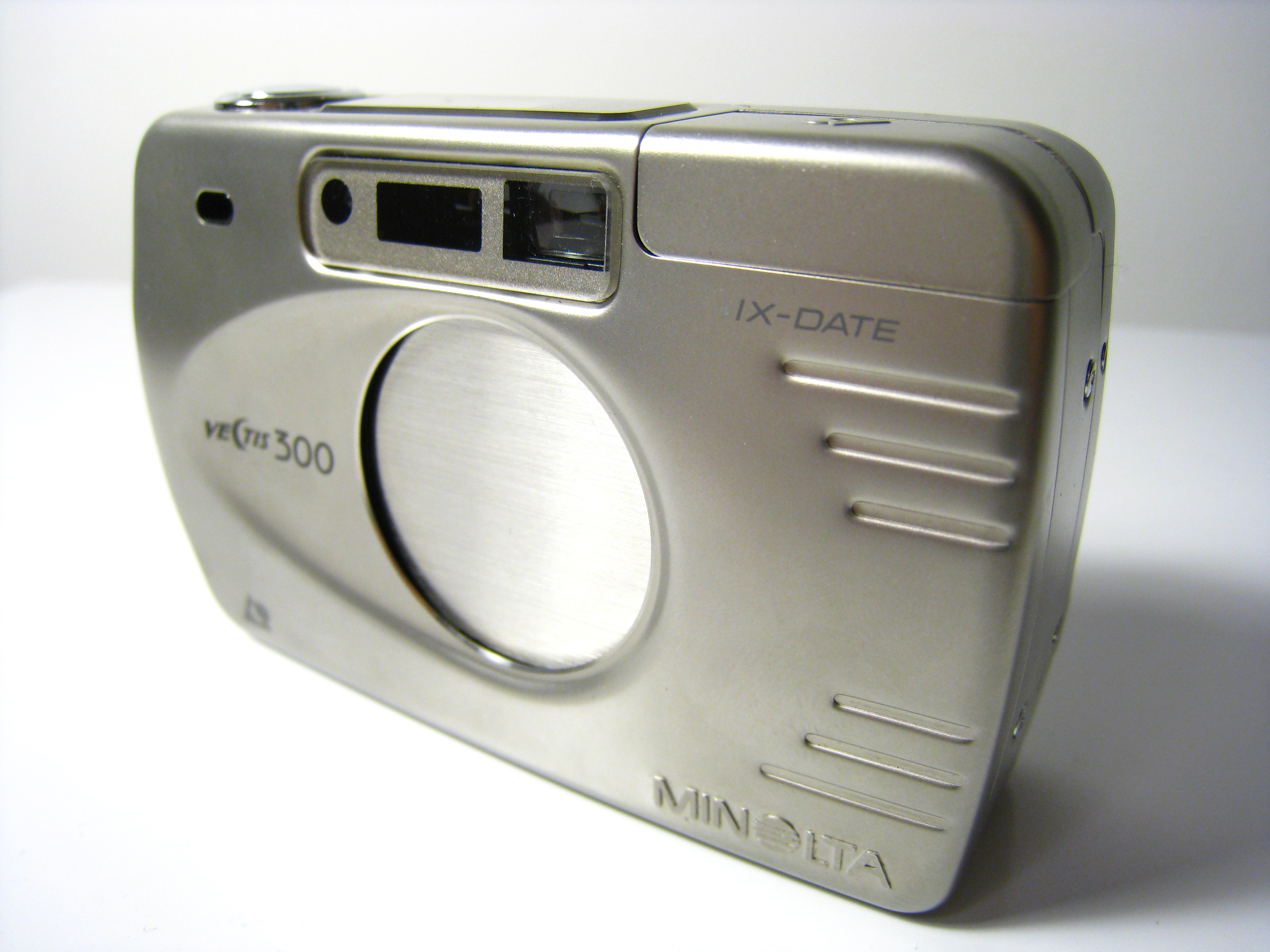
不锈钢外壳的Vectis 300相机

美能达一共推出了18款不可换镜头Vectis产品 ，分别为：
- Vectis 10
- Vectis 20
- Vectis 25
- Vectis 30
- Vectis 40
- Vectis 100 BF
- Vectis 200
- Vectis 260
- Vectis 300
- Vectis 300L
- Vectis 2000
- Vectis 3000
- Vectis UC
- Vectis Weathermatic
- Vectis GX-1
- Vectis GX-2
- Vectis GX-3
- Vectis GX-4

## 可换镜头系统

### 机身（SLR）

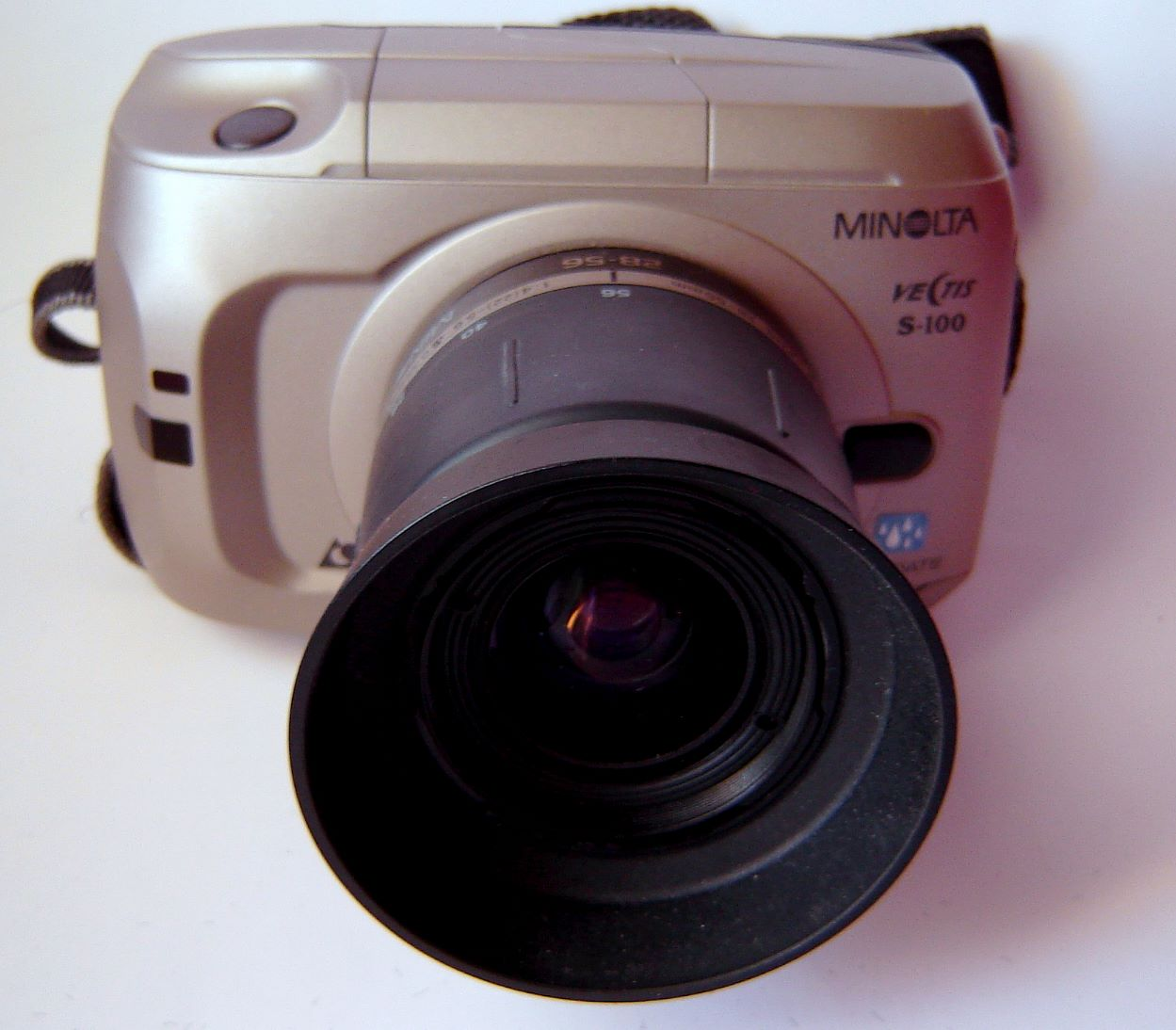
S-100机身，装配28-56mm镜头

1996年，美能达推出了Vectis系列的头两款机型，旗舰级的S-1和面向普通消费市场的S-100。
美能达公司于1999推出了Dimage RD 3000，基于S-1机身开发，沿用Vectis卡口，支持V系列镜头。具备2英寸的TFT彩色液晶显示屏。同样配置了i-ISO热靴接口。值得一提的是，该机采用了双CCD设计，采用两片CCD一同感光，后期合并成像的方式，来达到降低成本的目的。

### 可交换镜头
美能达公司一共为Vectis设计了8枚可交换镜头。
- 定焦镜头
  - 17mm F3.5
  - 50mm F3.5 Marco 1:2
  - 400mm F8 Reflex

- 变焦镜头
  - 22-80mm F4-5.6
  - 25-150mm F4.5-6.3
  - 28-56mm F4-5.6
  - 56-170mm F4.5-5.6
  - 80-240mm F4.5-5.6 APO